# The Haunting in Connecticut
The Haunting in Connecticut is een Amerikaans-Canadese bovennatuurlijke thriller/horrorfilm uit 2009 onder regie van Peter Cornwell. Het verhaal zou gebaseerd zijn op ware gebeurtenissen meegemaakt door Al en Carmen Snedeker in de periode 1986-1988, door Ray Garton beschreven in het boek In A Dark Place: The Story of a True Haunting. De productie is geen verfilming van deze uitgave. De film is wel losjes gebaseerd op de onderzoeken en het dossier van Ed en Lorraine Warren.

## Verhaal
Omdat hun oudste zoon Matt (Kyle Gallner) aan kanker lijdt, verhuizen Sara (Virginia Madsen) en Peter Campbell (Martin Donovan) met hun andere zoontje Billy (Ty Wood) inwonende nichtjes Wendy (Amanda Crew) en Mary (Sophi Knight) naar een huis in Connecticut. Dit ligt dichter bij het ziekenhuis waarin Matt bestraling ondergaat. De reizen op en neer na iedere behandeling waren een hel voor hem en duurden zo lang dat Sara weinig meer sliep. Wanneer Matt weer eens doodziek op de achterbank zit na bestraling, huurt Sara toch maar het huis in Connecticut dat ze eerder bekeek. Ze was hier in eerste instantie niet zo van gecharmeerd, maar haast leek geboden.
Matt voelt zich direct aangetrokken tot de kelder als plek voor zijn bed. Het is er koel en de ruimte heeft een eigen badkamer. Eén deur is er gesloten en met geen mogelijkheid open te krijgen. In het huis zat vroeger een begrafenisonderneming. De ruimte waarin het mortuarium zich bevond, is nog helemaal zo ingericht. Matt is er door zijn arts voor gewaarschuwd dat hij door de behandeling hallucinaties kan krijgen. Dat lijkt uit te komen. Wanneer Sara de vloer dweilt, ziet hij bloed aan de dweil in plaats van water. Buiten lijkt hij met zijn hand door een van binnen uit rottend vlees bestaande boom te zakken. Een flits later is alles telkens weer normaal. Matt krijgt daarnaast last van nachtmerries over een groep mensen die in het huis een seance houden, met een klein jongetje dat ectoplasma voortbrengt als medium in het middelpunt. Hij verzwijgt alles voor zijn artsen. Zijn hallucinaties kunnen duiden op een hersentumor die een eind aan Matts behandeling zou kunnen betekenen en dat wil hij niet.
In het ziekenhuis ontmoet Matt de eveneens doodzieke Nicolas Popescu (Elias Koteas). Hij denkt niet dat Matt hallucinaties heeft, maar net als hij en zijn inmiddels overleden vrouw dingen ziet die gezonde mensen niet kunnen zien. Volgens Nicolas leven Matt en hij door hun ziekte ergens halfweg tussen het leven en het hiernamaals en zien ze daardoor overledenen die hun weg naar het hiernamaals niet hebben gevonden. Wanneer Matt steeds vaker een zwaar verbrande gestalte in huis ziet, zoekt hij opnieuw contact met Nicolas. Die raadt hem aan om uit te zoeken hoe hij die gestalte kan helpen het huis te verlaten. Wanneer Mary tijdens het spelen van verstoppertje met een voet door de rotte zoldervloer zakt, vindt Matt daaronder een doos. Die is gevuld met zwart-witte foto's van de personen uit zijn visioenen, opgebaarde dode mensen en hard geworden afgeknipte oogleden. Matt gaat samen met Wendy naar de bibliotheek om in het krantenarchief uit te zoeken wat er vroeger in het huis gebeurd is. Het mortuarium blijkt eigendom geweest te zijn van Ramsey Aickman (John Bluethner), die parapsychologisch onderzoek deed. Het kleine jongetje uit Matts dromen was Jonah (Erik J. Berg), een medium dat Aickman bij zijn seances betrok. Hiermee werden ze in hun tijd bekendheden waar mensen konden aankloppen om vragen te stellen aan hun overleden vrienden en familieleden. Tijdens een van hun seances zijn Aickman en vier gasten om nooit opgehelderde reden overleden. Jonah is daarna nooit meer gezien. Wendy leest ook dat er destijds meer dan honderd lijken vermist bleken op de nabije begraafplaats. Wegwerkers wilden hun kisten verplaatsen in verband met de aanleg van een autoweg, maar kwamen er daarbij achter dat er in de kisten geen lichamen, maar zakken zand zaten.
Sara wilde oorspronkelijk niets weten van Nicolas' verhalen, maar nadat ook Billy en zij dode mensen in huis zien, vraagt ze hem terug te komen. Nicolas vindt het stoffelijk overschot van Jonah in huis en neemt het mee. Doordat hij dat uit huis haalt, is ook de geest van Jonah het huis uit. Wanneer Matt wakker wordt, blijkt zijn hele lichaam vol gekerfd met letters en symbolen, zoals de lijken uit zijn dromen. Hij wordt met spoed naar het ziekenhuis gebracht. In zijn auto komt Nicolas erachter dat hij zich vergist heeft. Jonah verschijnt aan hem en maakt hem duidelijk dat hij juist degene was die de vrede in huis bewaarde. Meer dan honderd geesten van de op het kerkhof vermiste mensen zijn nog in huis en razend. Jonah verschijnt ook aan Matt op zijn ziekenhuiskamer, waardoor die uit het raam vlucht en terug naar huis gaat. Sara en Peter komen daarachter net nadat ze van Matts arts horen dat zijn behandeling niet aanslaat en Matt ten dode is opgeschreven.
Matt werkt zijn broertje en nichtjes het huis uit en barricadeert aan de binnenkant alle deuren. Met een bijl slaat hij de deur in die ze niet open kregen. In de ruimte erachter liggen de lijken van tientallen door Aickman voor zijn necromantie-praktijken gebruikte lichamen. Achter de andere muren van de kelder blijken nog meer lichamen verstopt. Nadat Matt deze daar allemaal weggehaald heeft, steekt hij het huis in brand. Hij blijft er zelf ook in. Hij was toch ten dode opgeschreven. Jonah heeft hem laten zien dat de vier destijds overleden gasten zijn overleden doordat er te veel kracht vrijkwam tijdens een seance. Toen Jonah het huis wilde ontvluchten, sloot Aickman hem op in de verbrandingsoven en stak hij die aan. Sara is thuis aangekomen en kan niet lijdzaam afwachten hoe Matt binnen verbrandt. Ze gaat het brandende huis in en vindt haar zoon. Voor ze verbranden, worden ze allebei door een brandweerman naar buiten getrokken. Buiten lijkt reanimatie geen zin meer te hebben voor Matt, maar Nicolas is ook aangekomen met in zijn kielzog de alleen voor hem zichtbare Jonah. Die brengt Matt niet alleen terug, maar de terminale kanker van Matt gaat vanaf dat moment ook in remissie. Enkele maanden later blijkt hij helemaal kankervrij.

## Rolverdeling
- Virginia Madsen - Sara Campbell
- Kyle Gallner - Matt Campbell
- Elias Koteas - Nicolas Popescu
- Martin Donovan - Peter Campbell
- Ty Wood - Billy Campbell
- Sophi Knight - Mary
- Amanda Crew - Wendy
- Erik J. Berg - Jonah
- John Bluethner - Ramsey Aickman
- D.W. Brown - Dr. Brooks
- John B. Lowe - Mr. Sinclair